# Когнітивізм
У психології когнітивізм — це теоретична основа для розуміння розуму, яка набула довіри в 1950-х роках. Цей рух був відповіддю на біхевіоризм, який, за словами когнітивістів, не звертав уваги на пояснення пізнання. Когнітивна психологія отримала свою назву від латинського cognoscere, що означає знання та інформацію, таким чином, когнітивна психологія — це психологія обробки інформації, яка частково походить від попередніх традицій дослідження мислення та вирішення проблем.
Біхевіористи визнавали існування мислення, але ідентифікували його як поведінку. Когнітивісти стверджували, що те, як люди думають, впливає на їхню поведінку і тому не може бути поведінкою само по собі. Пізніше когнітивісти стверджували, що мислення настільки важливе для психології, що вивчення мислення повинно стати її окремою сферою. Однак когнітивісти, як правило, припускають специфічну форму розумової діяльності, таку, яку просунув комп’ютералізм.
Останнім часом когнітивізму кинув виклик посткогнітивізм.

## Когнітивний розвиток
Процес засвоєння та розширення нашого інтелектуального горизонту називається когнітивним розвитком. Ми маємо складну фізіологічну структуру, яка поглинає різноманітні подразники з навколишнього середовища, причому стимули є взаємодіями, які здатні виробляти знання та навички. Батьки неформально опрацьовують знання вдома, тоді як вчителі формально обробляють знання в школі. До знань слід прагнути з запалом і завзяттям; якщо ні, то навчання стає тягарем.

## Увага
Увага є першою частиною когнітивного розвитку. Це стосується здатності людини зосереджуватися та підтримувати концентрацію. Увага також може полягати в тому, наскільки людина зосереджена і повністю зосереджена на чомусь одному. Вона відрізняється від інших темпераментних характеристик, таких як наполегливість і відволікання, у тому сенсі, що остання модулює щоденну взаємодію людини з оточенням. Увага, навпаки, передбачає її поведінку при виконанні конкретних завдань. Навчання, наприклад, відбувається, коли учень звертає увагу на вчителя. Інтерес і зусилля тісно пов'язані з увагою. Увага - це активний процес, який включає численні зовнішні подразники. Увага організму в будь-який момент часу охоплює три концентричних кола; поза обізнаністю, маржею та фокусом. Індивіди мають розумову здатність; існує дуже багато речей, на яких хтось може зосередитися одночасно.
Теорія когнітивного розвитку, яка називається обробкою інформації, стверджує, що пам’ять і увага є основою пізнання. Передбачається, що увага дітей спочатку вибіркова і базується на ситуаціях, важливих для їхніх цілей. Ця здатність зростає в міру дорослішання дитини, оскільки вона більш здатна засвоювати стимули від завдань. Інша концептуалізація класифікувала увагу на розумову увагу та перцептивну увагу. Перший описується як "енергія мозку", що керується виконавчою увагою, яка активує процеси, пов’язані з завданням, у мозку, тоді як другий є негайною або спонтанною увагою, керованою новими відчуттями сприйняття.

## Процес навчання
Когнітивні теорії наголошують головним чином на тому, щоб зробити знання значущими та допомогти учням організувати зв'язок нової інформації з наявними знаннями в пам'яті. Навчання має базуватися на існуючій схемі або розумових структурах учнів, щоб бути ефективним. Організація інформації пов’язана таким чином, що вона повинна певним чином пов’язуватися з наявними знаннями. Прикладами когнітивної стратегії є метафори аналогій. Інші когнітивні стратегії включають використання фреймування, окреслення мнемоніки, відображення концепції, попередніх організаторів і так далі Здобуття знань – це діяльність, яка складається з внутрішньої кодифікації психічних структур у свідомості учня. Відповідно до теорії студент повинен бути активним учасником власного процесу навчання. Когнітивні підходи в основному зосереджені на розумовій діяльності учня, наприклад на розумовому плануванні, постановці цілей та організаційних стратегіях. У когнітивних теоріях важливу роль у навчанні відіграють не лише фактори навколишнього середовища та компоненти навчання. Є додаткові ключові елементи, як-от навчання кодуванню, трансформації, репетиціям, а також зберіганню й отриманню інформації. Процес навчання включає думки, переконання та цінності ставлення учня.

## Роль пам'яті
Пам'ять відіграє життєво важливу роль у процесі навчання. Інформація зберігається в пам’яті в організованому, осмисленому вигляді. Тут учитель і дизайнери виконують різні ролі в навчальному процесі. Вчителі нібито сприяють навчанню та організації інформації оптимальним чином. У той час як дизайнери нібито використовують передові методи (такі як аналогії та ієрархічні зв’язки), щоб допомогти учням отримати нову інформацію, щоб додати до своїх попередніх знань. Забування описується як нездатність отримати інформацію з пам'яті. Втрата пам'яті може бути механізмом, який використовується для відкидання ситуативно нерелевантної інформації шляхом оцінки актуальності нової отриманої інформації.

## Процес передачі
Відповідно до когнітивної теорії, якщо учень знає, як застосовувати знання в різних контекстах і умовах, ми можемо сказати, що передача відбулася. Розуміння складається зі знань - у формі правил, понять і розрізнення. Знання, що зберігаються в пам’яті, важливі, але також важливо використовувати такі знання. Попередні знання будуть використані для виявлення подібностей і відмінностей між собою та новою інформацією.

## Типи навчання детально пояснюються цією позицією
Когнітивна теорія здебільшого пояснює складні форми навчання з точки зору міркувань, вирішення проблем і обробки інформації. Необхідно наголосити на тому, що мета всіх перерахованих вище точок зору вважається однаковою – передача знань учневі максимально ефективним і ефективним способом. Спрощення та стандартизація є двома методами, які використовуються для підвищення ефективності та ефективності передачі знань. Знання можна проаналізувати, розкласти та спростити на основні будівельні блоки. Існує кореляція з біхевіористською моделлю середовища передачі знань. Когнітивісти наголошують на важливості ефективних стратегій обробки.

## Основні принципи когнітивної теорії та актуальність для дизайну навчання
Біхевіорист використовує зворотний зв’язок (підкріплення), щоб змінити поведінку в бажаному напрямку, тоді як когнітивіст використовує зворотний зв’язок для спрямування та підтримки точних розумових зв’язків. З різних причин аналізатори завдань учнів мають вирішальне значення як для когнітивістів, так і для біхевіористів. Когнітивісти розглядають схильність учня до навчання (Як учень активує, підтримує та спрямовує своє навчання?). Крім того, когнітивісти перевіряють інструкцію учня «як спроектувати», щоб її можна було засвоїти. (тобто, як щодо існуючих ментальних структур учнів?) Навпаки, біхевіористи дивляться на учнів, як визначити, з чого слід починати урок (тобто, на якому рівні учні успішно працюють?) і які є найефективніші підкріплення (тобто , Яких наслідків найбільше бажає учень?).
Існують деякі конкретні припущення або принципи, які спрямовують дизайн навчання: активне залучення учня в навчальний процес, контроль учня, метакогнітивне навчання (наприклад, методи самопланування, моніторингу та перегляду), використання ієрархічного аналізу для виявлення та ілюструвати передумови зв’язків (процедура аналізу когнітивних завдань), сприяючи оптимальній обробці структурування, організації та послідовності інформації (використання когнітивних стратегій, таких як планування, резюме, синтезатори, попередні організатори тощо), заохочуючи студентів встановлювати зв’язки з раніше вивченим матеріалом, створення навчального середовища (пригадування попередніх навичок; використання відповідних прикладів, аналогій).

## Інструкція із структурування
Когнітивні теорії наголошують головним чином на тому, щоб зробити знання значущими та допомогти учням організувати зв'язок нової інформації з наявними знаннями в пам'яті. Навчання має базуватися на існуючій схемі або розумових структурах учнів, щоб бути ефективним. Організація інформації пов’язана таким чином, що вона повинна певним чином пов’язуватися з наявними знаннями. Прикладами когнітивної стратегії є метафори аналогій. Інші когнітивні стратегії включають використання фреймінгу, окреслення мнемоніки, відображення концепції, попередніх організаторів і так далі. Когнітивна теорія в основному наголошує на головних завданнях викладача/дизайнера та включає в себе аналіз різноманітного досвіду навчання та навчальної ситуації, яка може вплинути на результати навчання різних людей. .↵Нова інформація ефективно та результативно засвоюється/пристосовується до когнітивної структури учнів.

## Теоретичний підхід
Когнітивізм має дві основні складові: одну методологічну, іншу теоретичну. Методологічно когнітивізм має позитивістський підхід і стверджує, що психологію можна (в принципі) повністю пояснити за допомогою наукового методу, існують припущення щодо того, чи це правда. Це також значною мірою редукціоністська мета, яка вірить у те, що окремі компоненти психічної функції («когнітивну архітектуру») можна ідентифікувати та осмислено зрозуміти. Другий говорить, що пізнання містить дискретні та внутрішні психічні стани (уявлення або символи), які можна змінити за допомогою правил або алгоритмів.
Когнітивізм став домінуючою силою в психології наприкінці 20 століття, замінивши біхевіоризм як найпопулярнішу парадигму для розуміння психічних функцій. Когнітивна психологія — це не повне спростування біхевіоризму, а радше розширення, яке визнає існування психічних станів. Це сталося через посилення критики спрощених моделей навчання наприкінці 1950-х років. Одним із найпомітніших закидів був аргумент Ноама Чомскі про те, що мова не може бути набута виключно через обумовлення, і її потрібно принаймні частково пояснити існуванням внутрішніх психічних станів.
Основними питаннями, які цікавлять когнітивних психологів, є внутрішні механізми людського мислення та процеси пізнання. Когнітивні психологи намагалися пролити світло на передбачувані психічні структури, які перебувають у причинно-наслідковому зв’язку з нашими фізичними діями.

## Критика психологічного когнітивізму
У 1990-х роках з’явилися різні нові теорії, які кинули виклик когнітивізму та ідеї про те, що мислення найкраще описувати як обчислення. Деякі з цих нових підходів, часто під впливом феноменологічної та постмодерної філософії, включають ситуаційне пізнання, розподілене пізнання, динамічність і втілене пізнання. Деякі мислителі, що працюють у галузі штучного життя (наприклад, Родні Брукс), також створили некогнітивістські моделі пізнання. З іншого боку, велика частина ранньої когнітивної психології та роботи багатьох нині активних когнітивних психологів не розглядають когнітивні процеси як обчислювальні. Ідею про те, що психічні функції можна описати як моделі обробки інформації, критикували філософ Джон Серль і математик Роджер Пенроуз, які стверджували, що обчислення мають деякі внутрішні недоліки, які не можуть охопити основи розумових процесів.
- Пенроуз використовує теорему неповноти Геделя (яка стверджує, що існують математичні істини, які ніколи не можуть бути доведені в достатньо сильній математичній системі; будь-яка достатньо сильна система аксіом також буде неповною) і проблему зупинки Тьюрінга (яка стверджує, що є деякі речі, які за своєю суттю не підлягають обчисленню) як доказ своєї позиції.
- Серль розвинув два аргументи: перший (добре відомий завдяки його експерименту з китайською кімнатою) — це аргумент «синтаксис — це не семантика» — що програма — це лише синтаксис, тоді як для розуміння потрібна семантика; тому програми (отже, когнітивізм) не можуть пояснити розуміння. Такий аргумент передбачає суперечливе поняття приватної мови. Другий, якому Серль зараз віддає перевагу, але який менш відомий, — це його аргумент «синтаксис — це не фізика» — ніщо в світі не є за своєю суттю комп’ютерною програмою, окрім тих, що застосовуються, описуються чи інтерпретуються спостерігачем, тому або все можна описати. як комп’ютер і мозок, але тоді це не пояснює жодних конкретних розумових процесів, або немає нічого внутрішнього в мозку, що робить його комп’ютером (програмою). Багато хто виступає проти цих поглядів і критикує його аргументи, що викликало значні розбіжності.[25] Обидва пункти, стверджує Серль, спростовують когнітивізм.

Іншим аргументом проти когнітивізму є проблеми регресу Райла або помилки гомункула. Когнітивісти навели ряд аргументів, намагаючись спростувати ці нападки. 

## Подальше читання
- Costall, A. and Still, A. (eds) (1987) Cognitive Psychology in Question. Brighton: Harvester Press Ltd. ISBN 0-7108-1057-1
- Searle, J. R. Is the brain a digital computer APA Presidential Address
- Wallace, B ., Ross, A., Davies, J.B., and Anderson T., (eds) (2007) The Mind, the Body and the World: Psychology after Cognitivism. London: Imprint Academic. ISBN 978-1-84540-073-6